# Zlatko Gareljić
Zlatko Gareljić (Split, 19. studenoga 1959. - Zagreb, 19. siječnja 2023.), hrvatski političar.
Osnovnu školu i gimnaziju završio u Makarskoj. Na Fakultetu političkih znanosti Sveučilišta u Zagrebu diplomirao je 1983. godine. 

## Politika
Tijekom svoje političke karijere obnašao je nekoliko političkih funkcija i to:
- Član Gradskog vijeća Makarske(1993. – 1997.)
- Gradonačelnik Grada Makarske(1998. – 2000.)
- Zamjenik ministra obrane RH (2000. – 2004.)
- Član Glavnog odbora, Izvršnog odbora i Tajništva SDP-a Hrvatske (2004. – 2008.)
- Predsjednik Gradske organizacije SDP-a Makarska(2008. – 2010.)
- Savjetnik za obranu predsjednika Ive Josipovića (2010.)

## Zanimljivosti
Sudjeluje u dokumentarnom filmu o izborima u Makarskoj "Makarska elegija" (2006.) te se pojavljuje kao epizodni glumac u filmu "Gdje pingvini lete" (2008.) redatelja Josipa Vujčića.

## Vanjske poveznice
- Zlatko Gareljić u internetskoj bazi filmova IMDb-u (engl.)